# ヘンギストとホルサ

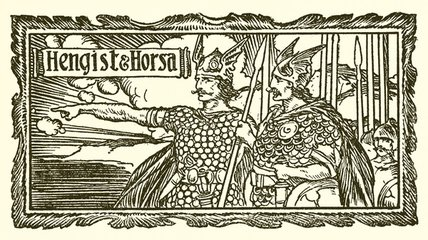
エドワード・パロット"Pageant of British History" (1909年)でのヘンギストとホルサ

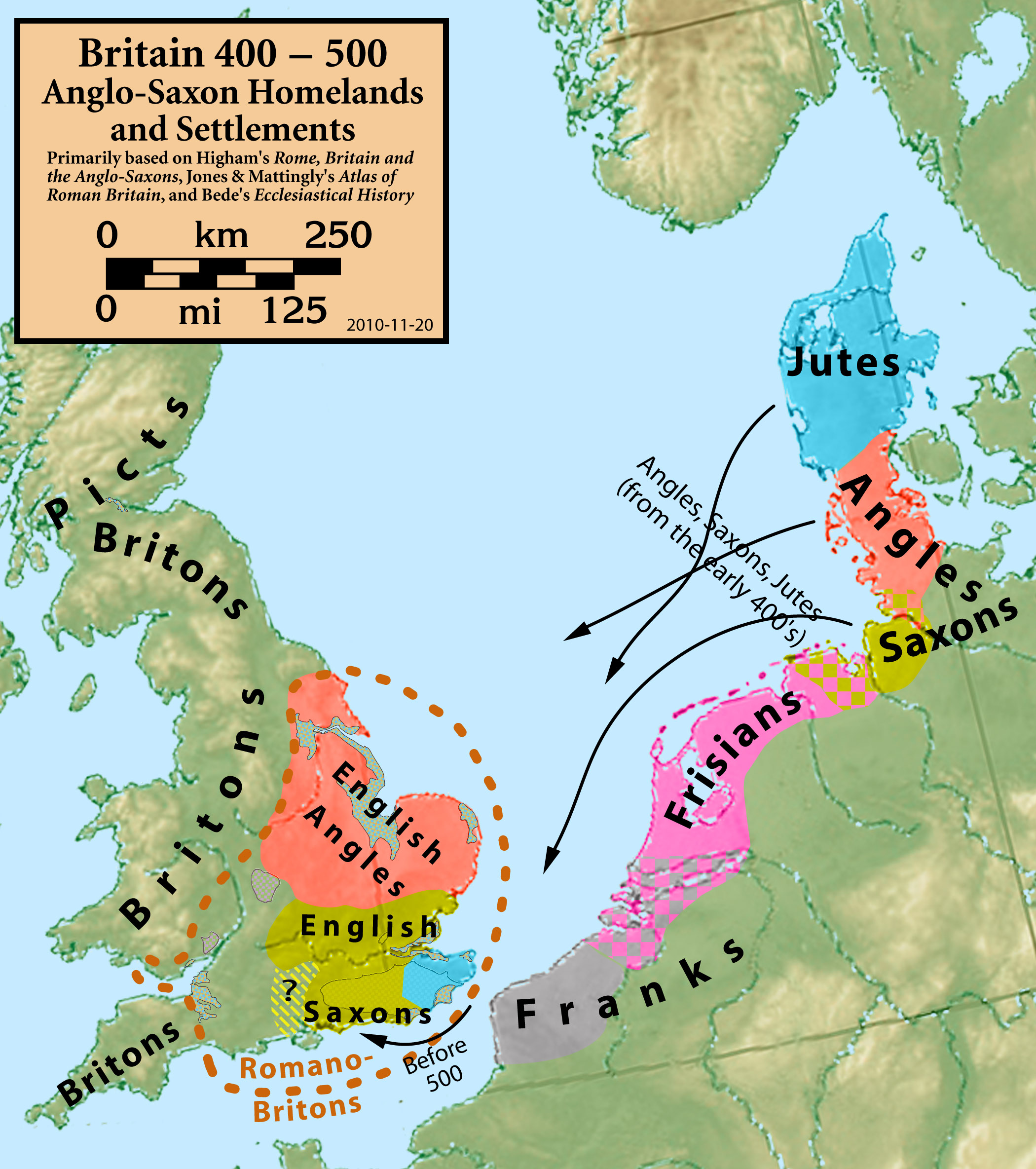
西暦400年代のユトランド半島からブリテン諸島への移住。
Jutes: ジュート人
Angles:アングル人
Saxons: サクソン人

ヘンギスト(英語: Hengist) とホルサ(英語: Horsa) は、5世紀にアングル人・サクソン人・ジュート人を率いてブリテン島に侵攻したとされる伝説的な指導者の兄弟。兄のヘンギストはジュート人のケント王国の初代王とされている。
早期の文献によると、ヘンギストとホルサは最初に軍勢を率いてサネット島のエブスフリートに上陸し、ブリトン人の王ヴォーティガンのもとで傭兵として戦ったが、長いナイフの陰謀の後に彼と戦うことになった。ホルサはブリトン人との戦いの中で戦死したが、ヘンギストは最終的にケントを征服し、王となった。
ヘンギストという名の人物は、イギリスの伝説『フィンネスブルグ争乱断章』や『ベーオウルフ』にも登場する。 
兄弟にまつわる伝説には馬が関わっているものが多く、他のゲルマン人、広く見ればインド・ヨーロッパ語族の伝説形態と類似している。ヘンギストとホルサの伝説の元になったゲルマン神話は、インド・ヨーロッパ系神話の「聖なる双子(en:Divine_twins)」と呼ばれる形態を基にしていると考えられている。

## 名前
古英語ではHengest  [hendʒest]とHorsa  [horsɑ]と書き、それぞれ「種馬」「雄馬」を意味する。
古英語で本来「馬」を意味する言葉はeohである。これはインド・ヨーロッパ祖語の*ekwo,が元であり、ラテン語のequus、現代英語のequineやequestrian.と同根である。また現代英語のhorseの元になったHorsは、インド・ヨーロッパ祖語で「走る」という意味の*kursに起源をもつ。これはhurry（急ぐ）やcarry（運ぶ）、current （流れ）などと同根である（後の2つはフランス語からの借用語）。Horsが最終的にeohに取って代わった。このように、ゲルマン語では神聖な動物を指していた単語が別の形容詞的な単語に替えられた場合がある。例えば、bear（クマ）は本来「茶色のもの」という意味だった。
『イングランド教会史』および『アングロサクソン年代記』では弟の名をホルサ(Horsa)としているが、『ブリトン人の歴史』ではホルス(Hors)と簡略化されている。 ホルサ(Horsa)とはhorseの最初の形であるHorsを愛称にしたものではないかと考えられている。

## 文献

### 『イングランド教会史』

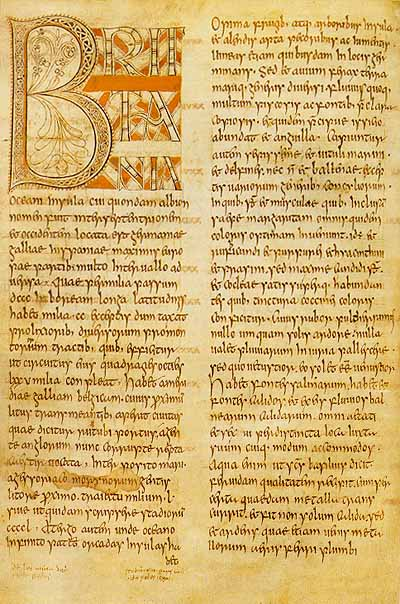
『イングランド教会史』（サンクトペテルブルク写本）

8世紀にベーダ・ヴェネラビリスが書いた『イングランド教会史』には、イングランドに最初に上陸したアングル人、サクソン人、ジュート人らの指導者としてヘンギストとホルサが登場する。ホルサはブリトン人との争いの中で戦死し東ケントに葬られた。この地にはモニュメントが建てられ、『イングランド教会史』が書かれた時期にも残っていたという。ベーダによれば、ヘンギストとホルサの父はウィクトギルス(Wictgils)といい、さらに代をさかのぼるとウィッタ(Witta)、ウェクタ(Wecta)、そしてオーディンに至るとされている。

### 『アングロサクソン年代記』
9世紀から12世紀に成立した9つの写本によって伝えられている『アングロサクソン年代記』によれば、449年にヴォーティガンがピクト人との戦いで助力を得ようとして、ヘンギストとホルサをブリテン島に招いた。兄弟らは各地でピクト人と戦いつつ、故郷のドイツに向けて「ブリトン人の無気力さと、土地の豊かさ」を説く手紙を書き送り、支援を求めた。これにより、さらに多くの「ドイツから3つの勢力、すなわち古サクソン人、アングル人、そしてジュート人」がブリテン島にやってきた。サクソン人はエセックス、サセックス、ウェセックス（それぞれ東、南、西サクソンの意）に、ジュート人はケントとワイト島とハンプシャーの一部に、アングル人はイースト・アングリア、マーシア、ノーサンブリアに住み着いた。特にアングル人は、その故郷であるアンゲルン半島が捨て置かれて荒れ地になるほど大規模に移動した。『アングロサクソン年代記』の諸写本のうち、11世紀に成立したウスター本（写本D）やピーターバラ本（写本E）には、ヘンギストとホルサの系譜が『イングランド教会史』とほぼ同様に（父が「ウィフトギルス」Wihtgilsとなっている）詳細に記録されているが、写本A、B、C、Fには載っていない。
『アングロサクソン年代記』455年の項によると、ヘンギストとホルサはアイルズフォードの戦いでヴォーティガンと衝突した。ここでホルサが戦死したものの、ヘンギストは息子エシュ（オイスク）とともにケント王位を獲得した。457年、ヘンギストとエシュはクレイフォードでブリトン人と戦い、「4千人を殺した」。ブリトン人はケントを離れ、ロンドンへ逃れた。465年、ヘンギストとエシュはおそらくエブスフリート近くのWippedesfleotという地で再びブリトン人と戦い、敵の指導者を12人殺した。473年、ヘンギストとエシュは「計り知れない戦利品」を獲得し、ブリトン人は「火事のようにアングロサクソン人から逃げた」という。これが『アングロサクソン年代記』におけるヘンギストもしくはホルサに関する最後の記述である。

### 『ブリトン人の歴史』

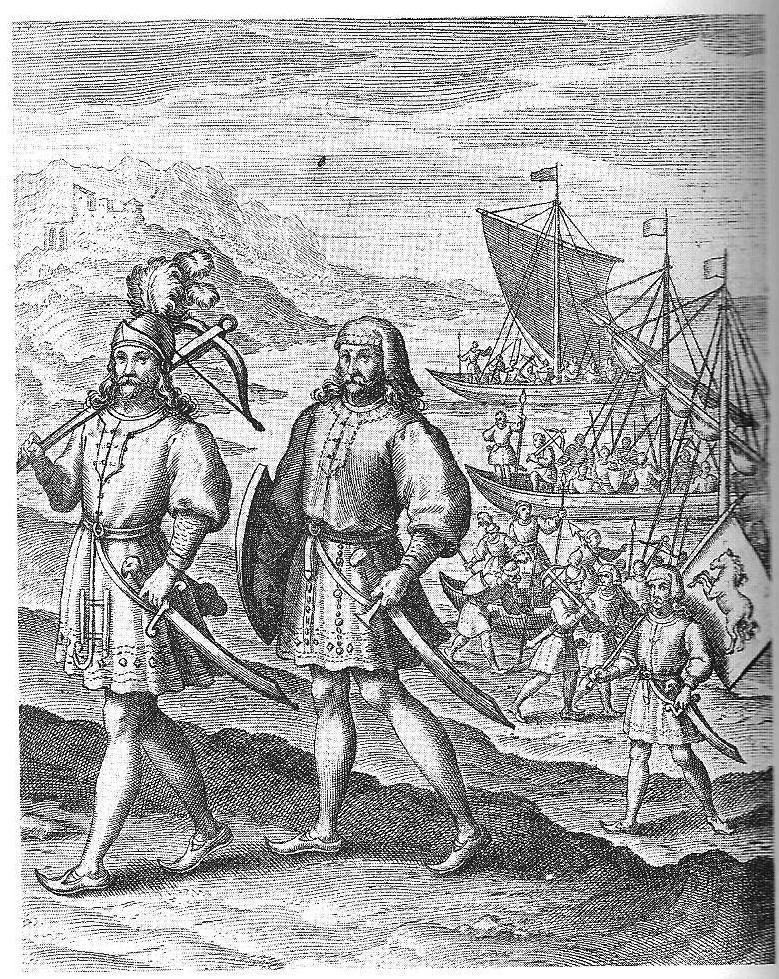
ブリテン島に到着したヘンギストとホルサ（リチャード・ローランズ画、1605年）

9世紀にブリトン人のキリスト教徒ネンニウスが書いたとされる『ブリトン人の歴史』によれば、ヴォーティガンの治世中に、ヘンギストとホルサに率いられた3隻の船がドイツを逃れてブリテン島にやってきた。ここでヘンギストとホルサの系譜が語られるところでは、兄弟の父はギクトギルス（Guictglis）といい、そこからさかのぼるとギクタ（Guicta）、ゲクタ（Guechta）、ヴォーデン（Vouden）、フレアロフ（Frealof）、フィン（Finn）、フォレガルド（Foleguald）、ゲタ（Geta）と続いている。このゲタは「神の子」であると言われているが、ここでいう神とは「全能なる神あるいは我らが主イエス・キリストではなく」、むしろ「彼らが異教の慣習に従い崇拝した、ある悪魔によって盲目にされた彼らの偶像神の一人の子」である、としている。447年、ヴォーティガンはヘンギストとホルサを「友として」受け入れ、サネット島を与えた。
サクソン人がサネット島に住み着いて「しばらく」後、ヴォーティガンは彼らに服など必要なものを提供する代わりに、自分の国のために敵と戦ってもらうという協定を結んだ。しかしサクソン人の数が増えすぎたことで、ヴォーティガンらブリトン人は約束を守れなくなり、ついにサクソン人に対して、軍事支援はもう必要ないので故郷へ帰るように、と通告した。
ヴォーティガンの許しを得て、ヘンギストは「スキュティア」に使者を送り、援軍を求めた。そこで多くの戦士が選ばれ、使者とともに16隻の船に乗ってブリテン島にやってきた。このとき、ヘンギストの美しい娘も同行してきた。ヘンギストは祝宴を開き、ヴォーティガンやその家臣たち、そして通訳のケレティク（Ceretic）を招いた。宴に先立ち、ヘンギストは娘にワインとエールの酌をさせ、客たちを酔わせた。娘に心を奪われたヴォーティガンは、彼女と結婚するのと引き換えに、ヘンギストに欲しいものを何でも与える、と約束した。そこで宴席にいたアングル人の長老たちと相談したヘンギストは、ケントの地を要求することにした。それ以前のケントの支配者についてはよくわかっていないが、ともかくヴォーティガンはヘンギストの申し出を承諾した。
こうしてヘンギストの娘と結婚したヴォーティガンは、彼女を深く愛した。ヘンギストはヴォーティガンに、今や自分は彼の父であり顧問であり、自分を頼れば負け知らずであろう、なぜなら「我が国の者たちは、強く好戦的でたくましいからだ」と言った。ヴォーティガンの承認を受けて、ヘンギストは息子や弟とともにハドリアヌスの城壁近くに住んでいたスコットランド人と戦った。またヴォーティガンの許しを得て、オクタとエビッサという人物が40隻の船を率いてやってきて、北方のピクト人の土地の周辺を周航しては「多くの地域」を征服し、オークニー諸島を襲撃した。ヘンギストが次々と故郷から人や船を呼び寄せたので、かつて彼らが住んでいた島々の中には、人が出払って無人になるところすらあった。
このころ、ヴォーティガンは自分の娘に子を産ませたことで聖ゲルマヌスに糾弾され、聖ゲルマヌスこそその子の父だと偽装しようとしたが失敗し、顧問の助言を受けて身を隠していた。その間に、ヴォーティガンの息子ヴォーティマーがヘンギストとホルサに戦いを挑み、ここにブリトン人とサクソン人の戦争が始まった。ヴォーティマーはサクソン人をサネット島に追い込み、西側から取り囲んだ。しかしその後、両者の戦争は一進一退といった状況になり、サクソン人は領土を広げることもあれば退却を強いられることもあった。ヴォーティマーは全部で4度にわたりサクソン人を攻めた。2度目の時はダーウェント川で戦闘になった。3度目の時に起きたアイルズフォードの戦いで、ホルサとヴォーティガンの子カーティガンが戦死した。最後には、サクソン人は「ガリアの海の海岸のストーン近く」でヴォーティマーに敗れ、船へ逃れた。
ヴォーティマーが没してから「しばらく間を開けて」、サクソン人は「外地の異教の助けを借りて」反撃に成功した。ヘンギストは兵を集めたうえでヴォーティガンに和平を求めた。ヴォーティガンはこれを受け入れ、ブリトン人とザクセン人の指導者たちが和解するための宴会が行われることになった。しかし、ヘンギストは部下たちに、足元に剣（スクラマサクス）を隠し持っておくよう指示していた。時を見計らってヘンギストが「剣を取れ」(nima der sexa)と叫び、それに応じてサクソン人たちがブリトン人たちを虐殺した。しかしヴォーティガンはサクソン人にエセックス、サセックス、ミドルセックス、そのほか名も知らぬ各地方を差し出すと言ったことで、命を助けられた。
ブリトン人たちは聖ゲルマヌスを指揮官として歓呼して迎えた。彼らが祈り、ハレルヤを歌い、神に向かって泣き叫ぶと、サクソン人はたまりかねて海へ追い出された。その後、ゲルマヌスはヴォーティガンの城で三昼夜祈りをささげた。すると天から炎が落ちてきて城を飲み込み、ヴォーティガンやヘンギストの娘、そのほか多くの妻たちや住人を焼死させた。なお、ヴォーティガンの後半生については他の説も紹介されている。しかしいずれにせよ、サクソン人はその後もブリテン島で数を増やし続け、ヘンギストが没した後は息子のオクタが王位を継いだ。

### 『ブリタニア列王史』

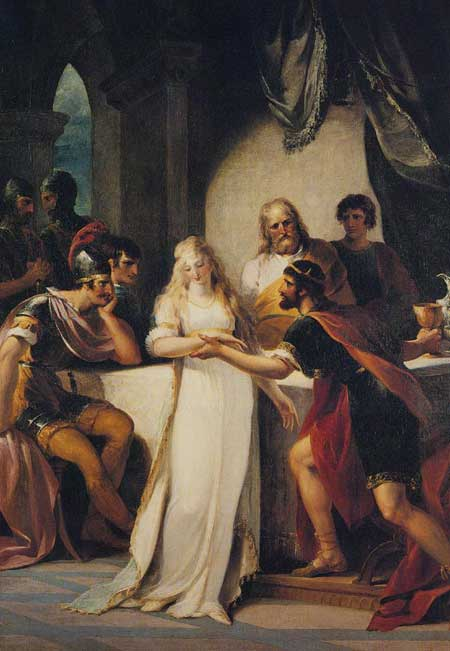
ヴォーティガンとロウェナ（ウィリアム・ハミルトン画、1793年)

ジェフリー・オブ・モンマスが書いた偽史『ブリタニア列王史』では、ヘンギストとホルサは第6巻および第8巻に登場する。『ブリトン人の歴史』で語られた伝説がさらに拡張されているため、以下の内容は非常に史実性に乏しいことに注意が必要である。

#### 第6巻
ジェフリーによると、ケントに武装した男を満載した3隻のブリガンティンが到来した。指導者の兄弟ヘンギストとホルサはドロベルニア（カンタベリー）に入った。この集団を見たヴォーティガンは、兄弟が「高貴さと優雅さで他の者たちに勝っている」と見て取り、どこの国から、なぜ自分の王国にやってきたのかと問うた。「年齢と賢明さで上に立つ」ヘンギストは、故郷のザクセンには人口過多となった時に有能な若者をくじで選び、他所へ赴いて運の開きを求める慣習があり、自分たちはそれに則って、ヴォーティガンなどの諸王に仕えようと思いやってきたのだ、と述べた。ヘンギストとホルサは、その高貴な生まれゆえに、この移民団の指導者に任じられたのであった。
ヴォーティガンはこの集団が異教徒であることを知り辱めを受けたものの、それ以上に喜びを感じていた。当時のヴォーティガンは敵勢力に囲まれていたためである。ヴォーティガンはヘンギストとホルサに、もし自分を助けて戦ってくれるなら領土などを与えよう、と提案した。兄弟はこれを承諾し、ヴォーティガンの宮廷に留まることになった。しばらくして、アルバ（スコットランド）からピクト人の大軍勢がヴォーティガンの王国北部に侵攻した。このときの戦闘で、「ブリトン人はほとんどその威を発することがなかったが、サクソン人は非常に勇敢に戦い、最初のうちは勝ち誇っていた敵を瞬く間に敗走させた。」
ヴォーティガンは兄弟への感謝のしるしとして、約束していた以上の報酬を与えた。ヘンギストは「彼とその部下の戦士たちを養うための、リンジーの広大な領地」を受け取った。「経験ある巧妙な男」であったヘンギストはヴォーティガンに、自分が各方面から攻撃を受けていて、特に自領の住民たちが自分を追放して アウレリウス・アンブロシウス（第8巻で詳述）を王にしようとしているとして、これを防ぐために故郷のザクセンからさらに戦士を呼び寄せたい、と訴えた。ヴォーティガンはヘンギストが望むように人を呼び寄せることを認め、「そなたが望むことであれば何事でも我に拒まれることはないであろう」とまで言った。
ヘンギストは深く頭を下げ、さらに自分を高貴な生まれにふさわしく執政官か公にしてほしい、と求めた。しかしヴォーティガンは、ヘンギストが異教徒かつ外国人であるため自分の一存では決められず、ブリトン人の領主たちの承認が必要だと言った。そこでヘンギストは代わりに、1頭の牛からとれるなめし革ひもで囲めるだけの小さな土地に城を建てる許可を求め、ヴォーティガンに認められた。
ヘンギストは1頭の牡牛から革ひもをつくり、岩場を選んで慎重に土地を囲んだ（おそらくリンゼーのケスターにあたる）。そして彼はここにKaercorrei城、サクソン語ではThancastre: すなわち「革ひも城」と呼ばれる城を建てた。
ヘンギストがドイツに送った使者は、18隻の船に満載した最高の戦士たちと、ヘンギストの美しい娘ロウェナを連れてブリテンに戻ってきた。ヘンギストは新たな城と戦士たちをお披露目するためヴォーティガンをThancastreに招き、宴会を開いた。ここで酔ったヴォーティガンは、ロウェナを自分の妻に迎えたいとヘンギストに求めた。ホルサらサクソン人の戦士たちも、ヘンギストがケントの地を代わりに受け取るのと引き換えに、ヴォーティガンとロウェナの結婚を認めるべきだと後押しした。
ただちにヴォーティガンとロウェナは結婚し、ヘンギストはケントを与えられた。ヴォーティガンは新妻を大喜びで迎えたが、彼の部下であるブリトン人貴族や3人の息子たちの憎悪を招くことになった。

ヴォーティガンの義父となったヘンギストは、新たに以下のようなことを要求した。

あなたの父として、私はあなたの顧問となる権利を求める。私の助言をなおざりにしてはならず、あなたは私の民のためにすべての敵を征服せねばならない。勇敢な戦士である私の息子オクタとその弟エビッサを呼び寄せ、ブリテンの北方の城壁近く、デイラとアルバの間の国々を与えようではないか。彼らは野蛮人の侵攻を妨げるであろうから、あなたはハンバー川の対岸で平和を享受できるであろう。

ヴォーティガンは以上の要求を受け入れた。この知らせを受け、ただちにオクタとエビッサ、それに首長の一人チェルディッチらが300隻の船を率いてブリテンに到来した。ヴォーティガンは彼らを温かく迎え、多くの贈り物をした。彼らの助けを得て、ヴォーティガンはあらゆる場所で敵を破った。その間にもヘンギストは故郷から船を呼び寄せ続け、その数は日に日に増していった。これを見たブリトン人貴族たちはヴォーティガンにサクソン人を追放するよう訴えたが、ヴォーティガンは妻ロウェナをはばかって彼らの意見を退けた。その結果、家臣たちはヴォーティガンを見限り、その子ヴォーティマーを王とした。ヴォーティマー率いるブリトン人たちは、サクソン人と4回にわたり戦った。2回目の戦闘で、ホルサとヴォーティマーの兄弟カーティガンが戦死した。4回目の戦闘の後、サクソン人はサネット島に逃れ、ヴォーティマー軍に包囲された。ブリトン人の猛攻に耐え切れなくなった彼らは、ヴォーティガンをヴォーティマーのもとに送り、サクソン人がドイツへ安全に帰ることを保証してくれるよう求めさせた。ヴォーティガンとヴォーティマーの親子が交渉している間に、サクソン人は妻や子をおいて船に乗り込み逃げてしまった。
勝者となったヴォーティマーであったが、彼はロウェナに毒殺され、ヴォーティガンが王位に復帰した。ロウェナの頼みによりヴォーティガンはヘンギストをブリテンに呼び戻したが、ごくわずかな従者を連れるだけという条件を付けた。しかしヘンギストはヴォーティマーの死を知って、30万人もの兵を集めてブリテンに戻ってきた。サクソン人の大船団が迫ってくるという知らせを受けたヴォーティガンは、彼らと戦う決心を固めた。ロウェナはこのことを父ヘンギストに知らせた。ヘンギストは様々な戦略を検討した後、ヴォーティガンと偽りの講話を結ぶことにして、使者を送った。
サクソン人の使者はヴォーティガンに、ヘンギストが大軍勢を引き連れてきたのはヴォーティマーの死を知らず攻撃されるのを恐れたためであると釈明し、脅威が去ったと分かった今、ヴォーティガンにサクソン軍の中からドイツへ帰る者を自由に選んでもらいたい、と述べた。これに安心したヴォーティガンは、5月初頭にアンビウスの修道院でヘンギストと会談することにした。
会談に先立ち、ヘンギストは戦士たちに、服の中に長いダガーを隠し持っていくよう命じていた。「剣を取れ」（Nemet oure Saxas)という合図とともに、何も疑わずに来ていたブリトン人にサクソン人が襲い掛かった。460人のブリトン人領主や貴族が殺され、サクソン人側にも棍棒や石で反撃され撲殺された者が何人かいた。この虐殺劇の間、ヘンギストはヴォーティガンを外套で隠し、ことが終わった後で捕虜とした。ヴォーティガンは、ブリテンの主な都市の支配権をヘンギストに引き渡さなければ殺すと脅され、それを受け入れて釈放されたのち、カンブリアに亡命した。

#### 第8巻
カンブリアにおいて、ヴォーティガンはアンブロシウス・メルリヌス（マーリン）から予言を受けた。これによると、かつてヴォーティガンに兄弟と父を殺されアルモリカに逃れていたアウレリウス・アンブロシウスとユーサー・ペンドラゴンの兄弟が、復讐のためブリテンに戻ってきてサクソン人を打ち破る、というものであった。翌日、この兄弟はブリテンに到着し、四散していたブリトン人を結集すると、アウレリウスが王に推戴された。彼はまずカンブリアに侵攻して、ヴォーティガンを塔ごと焼き殺したのち、サクソン人との戦いに赴いた。
ヴォーティガンの死にざまを聞いたヘンギストは、怯えて軍を引き連れハンバー川の反対側へ逃げた。そこでアウレリウスが近づくにつれて気を奮い起こしたヘンギストは、最も勇敢な戦士たちを選んで防衛の態勢を整え、彼らにアウレリウスを恐れぬように訓示した。アウレリウスが率いるのは1万人に満たないアルモリカのブリトン人（ブリテン島現地のブリトン人の数は言うに及ばない程度だった）で、対するサクソン人は20万人もの兵力を擁していたためであった。ヘンギストとサクソン軍はMaisbeliという平地 (おそらくシェフィールドに近いBallifieldのこと)に進軍し、ブリトン人に奇襲をかけようとしたが、アウレリウスはすでにこれを予想していた。
ブリトン軍が進軍する中で、グロスター公エルドル(Eldol)がアウレリウスに、戦闘の中でヘンギストと相まみえることを切に願っている、と言い、さらに「（一騎打ちする）我らが分かれる前に、どちらか一人が死ぬだろう」と付け加えた。エルドルが語るところでは、彼は長いナイフの陰謀事件に居合わせたのだが、神が彼に杭を投げ与えたことで、ブリトン人で唯一生還したのであった。一方ヘンギストは、部隊を配置し、陣形を整え、指示を伝え、兵たちを鼓舞するために戦列を歩いて回っていた。
ブリトン人とサクソン人が対峙し、戦闘が始まると、両軍でおびただしい血が流れた。エルドルはヘンギストを見つけ出そうとしたが、彼に戦いを挑む機会を得られなかった。「神の格別の恩恵により」、ブリトン人が優勢となり、サクソン人はKaerconan (コニスブロー)に撤退した。アウレリウスは彼らを追撃し、行く手にいたすべてのサクソン人を殺すか捕虜とした。ヘンギストは、Kaerconanではアウレリウスの攻撃に耐えられないと気付き、軍に街の外にとどまって敵に立ち向かうよう指示した。「彼は自身のすべての安全が自分の剣にかかっていることを知っていた。」
アウレリウスがヘンギストに追いついたとき、「最もすさまじい」戦闘になった。サクソン人は莫大な犠牲を払いつつもブリトン人に立ち向かい続け、あと少しで勝利をつかむと思われたが、そこに別動隊のアルモリカのブリトン人騎兵が到着した。コーンウォール公ゴルロイスが来たのを見て勝利を確信したエルドルは、ヘンギストの兜をつかみ、彼をブリトン人の兵団の中に引きずり込んだ。ついにサクソン人は敗走し、ヘンギストの息子オクタはヨークに、親族のエオサ(Eosa)はAlclud (ダンバートン)へ撤退した。

戦いの3日後、アウレリウスは主な将軍たちを集めて、捕らえたヘンギストの処遇について話し合った。ここで、エルドルの兄弟であるグロスター司教エルダッド（Eldad）が次のように述べた。 

皆は彼を自由にすることで一致しているのだろうが、私は彼を細切れに切り裂くことを望んでいる。預言者サムエルは、アマレク人の王アガクを自ら細切れに叩き斬って言った。『汝の剣が女たちを子無しにしたように、汝の母も子無しの女たちの一人となるのだ』と。それゆえヘンギストに、第二のアガクに、同じ運命を。

こうして、ヘンギストはエルドルに市外へ引き出されたのち斬首された。「あらゆる行動において穏健であった」アウレリウスは、ヘンギストを埋葬して、異教徒の慣習に沿って遺体の上に土を盛った。オクタとエオサはアウレリウスに降伏し、スコットランドとの国境近くの土地を与えられ、アウレリウスと契約を結んだ。

### 『スノッリのエッダ』

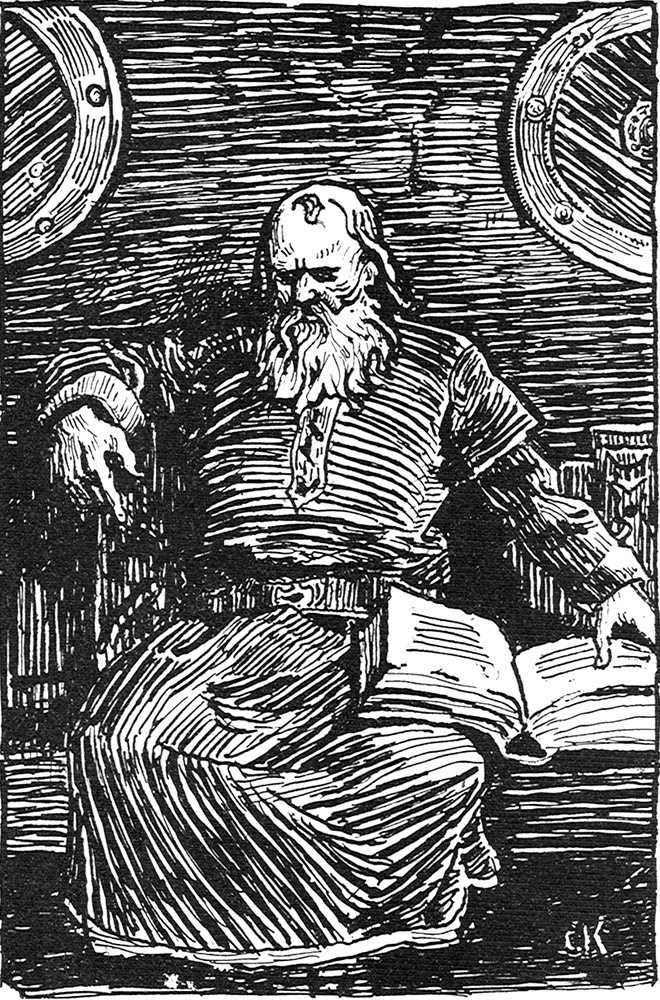
スノッリ・ストゥルルソン

13世紀のアイスランド人スノッリ・ストゥルルソンが書いた『スノッリのエッダ』では、序文において短くヘンギストに言及している。彼はキリスト教徒の視点からゲルマン人の歴史をエウヘメリズム的に解釈し、その中でオーディンが3人の息子をザクセンに送ったとした。その中で東ザクセンの支配者となったのがVeggdeggという人物で、その子の一人がウィトルギルス（Vitrgils）、その子がウィッタ（Vitta）、そしてその子がヘンギストであるとした。

## 馬頭ゲーブル
ニーダーザクセンやシュレースヴィヒ＝ホルシュタインの農家にみられる馬の頭の形をしたゲーブルは、少なくとも1875年までは「ヘンクシュト・ウント・ホルス」（ヘンギストとホルサ）と呼ばれていた。ルドルフ・ジメックによると、こうした馬頭ゲーブルは現在でも見ることができ、またこれはヘンギストとホルサが本来の神話では馬の姿で考えられていたことの証である、と主張している。イギリスの古典学者マーティン・リッチフィールド・ウェストは、馬頭はこの地域の異教的な習慣の名残ではないかと述べている。

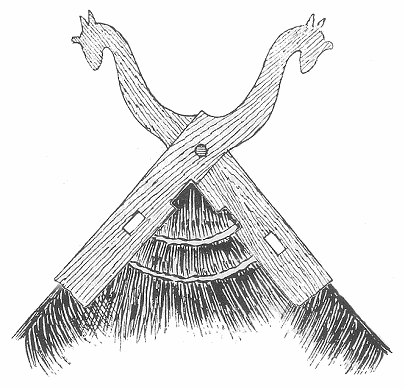
農家の馬頭ゲーブルのスケッチ
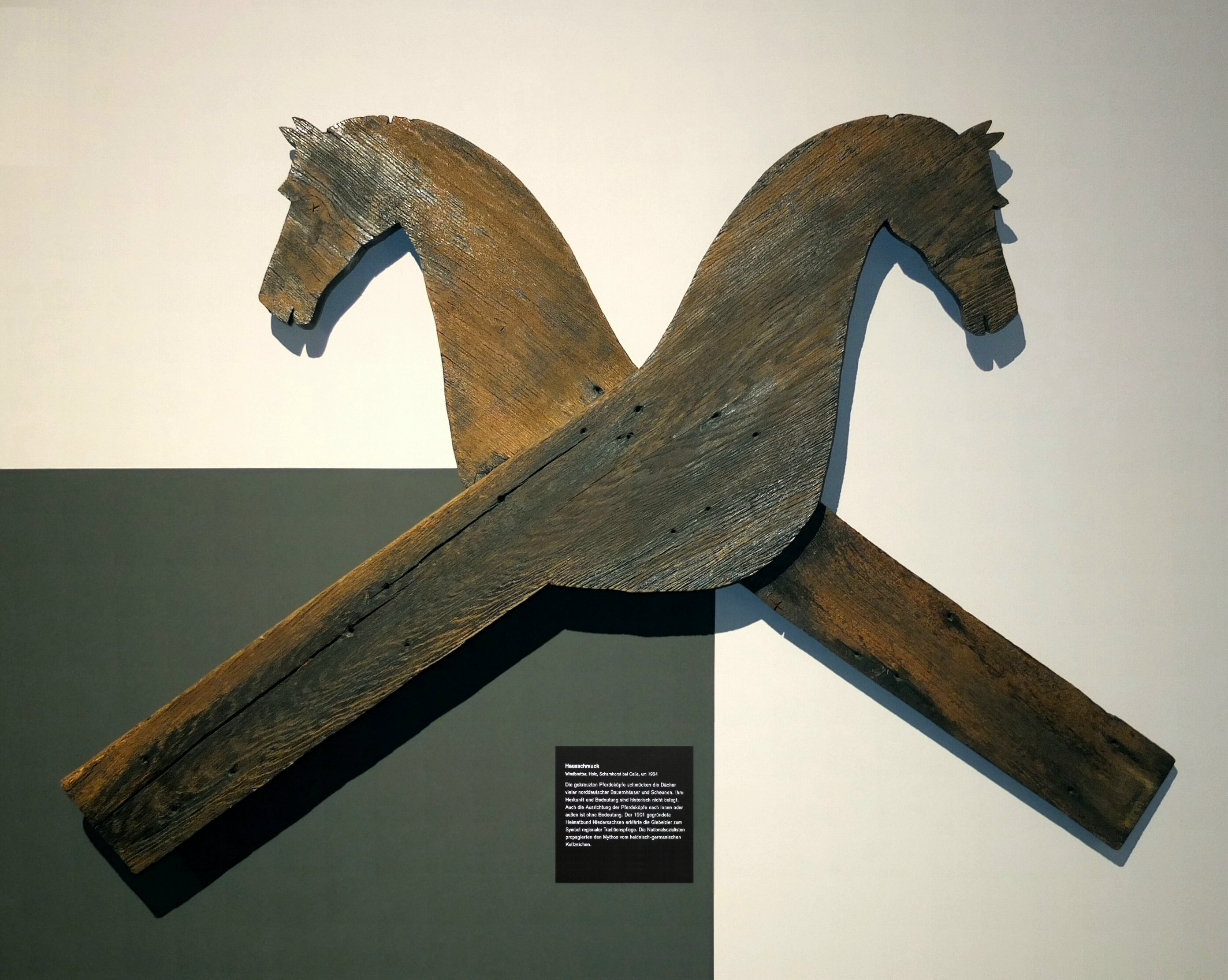
馬の頭が交差した形のゲーブル、ハノーファー
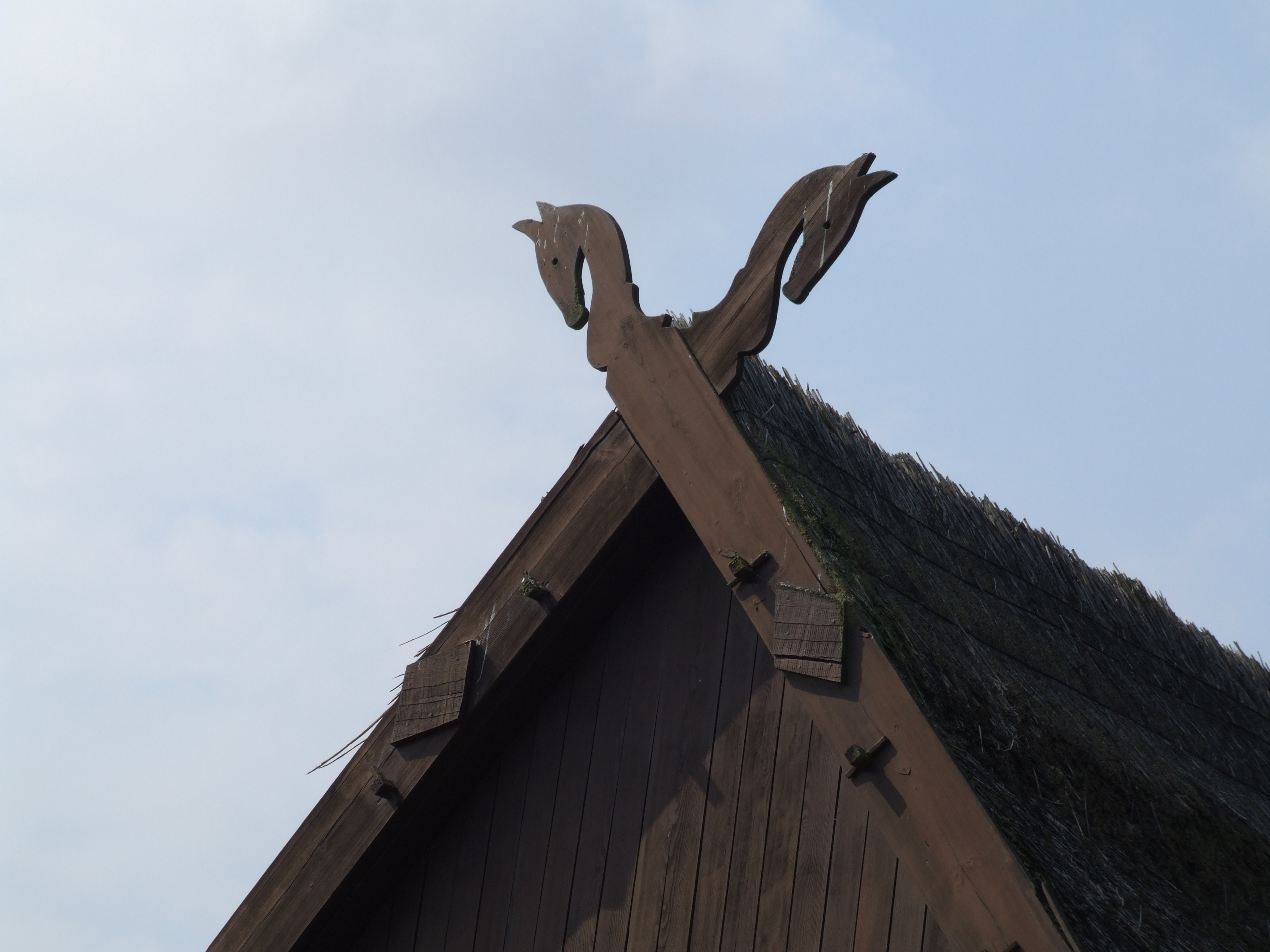
メクレンブルク＝フォアポンメルンのゲーブル
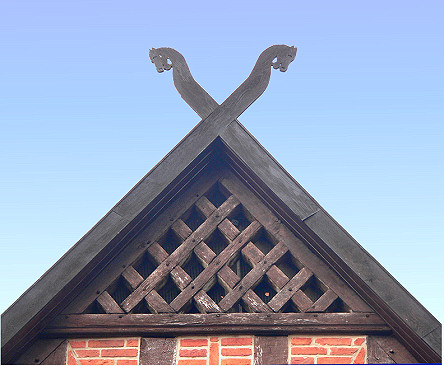
ハノーファーのゲーブル
ブーフホルツ・イン・デア・ノルトハイデの紋章
メクレンブルク＝フォアポンメルン州のシュポルニッツの紋章
フリードリヒ・ヴィルヘルム・ライファイゼンの農業組合運動のロゴ（1877年版）

## 学術的な考察

### 『フィンネスブルグ争乱断章』と『ベーオウルフ』
450年ごろに起きたとされる伝説的なフィンズブルグの戦いについて語る『フィンネスブルグ争乱断章』では、34行目にヘンギストという名の人物が登場する。また『ベーオウルフ』の中では、同じ戦いについて『フィンネスブルグ争乱断章』で語られている以上の内容が描かれている部分があるが、ここでも1082行目と1091行目にヘンギストが登場する。
学者の中には、2つの文献で登場する「ヘンギスト」が同一人物であるだけでなく、ヘンギストとホルサの兄弟のうちのヘンギストとも同一であると考える者もいる。ただし、『フィンネスブルグ争乱断章』や『ベーオウルフ』には弟のホルサは登場しない。J・R・R・トールキンは、学術的な著作『フィンとヘンゲスト』の中で、ヘンギストは実在の人物であり、『フィンネスブルグ争乱断章』や『ベーオウルフ』で語られた戦いの後にブリテン島に到来したのだと主張している。一方パトリック・シムズ＝ウィリアムズはフィンズブルグの戦いに関する2文献には懐疑的で、ベーダ・ヴェネラビリスが『イングランド教会史』でヘンギストとホルサに言及するうえで2つの異なる伝承を混同したのだ、としている。

### ゲルマン神話における双子とインド・ヨーロッパ神話における双子の馬
いくつかの文献から、ゲルマン人には双子の兄弟を神聖なものとして崇める慣習があったことが知られている。双子信仰に最も早く言及しているのが、古代ギリシアの歴史家ティマエウス (紀元前345年ごろ – 紀元前250年ごろ)である。彼は北海のケルト人について、彼らが（ギリシア人であるティマエウスが解釈するところの）カストルとポルックスを崇拝していると記録している。ローマの歴史家タキトゥスは『ゲルマニア』の中で、アルキス(en:Alcis_(gods))という同じくカストルとポルックスのような若い双子の兄弟が崇拝されていたと述べている。ゲルマン人自身の伝説の中でも、双子に関係するものは数多い。1世紀から2世紀のローマの歴史家カッシウス・ディオは、ハスティンギ族がラオスとラプトスという兄弟に率いられていたとしている。8世紀のパウルス・ディアコヌスの『ランゴバルド人の歴史』ではランゴバルド人を引き連れスカンディナヴィアから南へ向かったイブルとアイオの兄弟が、12世紀のサクソ・グラマティクスの『デンマーク人の事績』ではデーン人の移民を率いたアッギとエッビの兄弟が紹介されている。より広くインド・ヨーロッパ語族の視点から見れば、ギリシアのディオスクーロイ（カストルとポルックス）もゲルマン人の双子信仰と関連しているといえる。こうしたインド・ヨーロッパ語族の「神聖な双子」文化は、古インド・ヨーロッパ語族の文化から派生したものだと考えられている。

現代の印欧語学者J・P・マロリーは、インド・ヨーロッパ系の兄弟伝説における馬の重要性を示す例として、ヘンギストとホルサのようなあらゆる伝説的兄弟を見ることができるとしている。

我々はここまでに、いかに古インド・ヨーロッパ社会に根深い馬の存在を、それも単なる言語再建上の問題のみならず、「馬」という言葉が様々なインド・ヨーロッパ人の名前に含まれているところにも見て取ってきた。さらに、インド・ヨーロッパの儀式や神話における馬の重要性についても見てきた。もっとも明白な例と言えるのが、繰り返し登場してくる双子、例えばIndic Asvinsの「騎手」、ギリシアの騎手カストルとポルックス、アングロサクソン人の伝説的な入植者ホルサとヘンギスト……アイルランドでマッハが馬との競争の後に産んだ双子などが挙げられる。こうしたすべての例が、インド・ヨーロッパの神聖な双子が馬とともに、もしくは馬によって象徴されていることを証明しているのだ。

### アフィントンの白馬

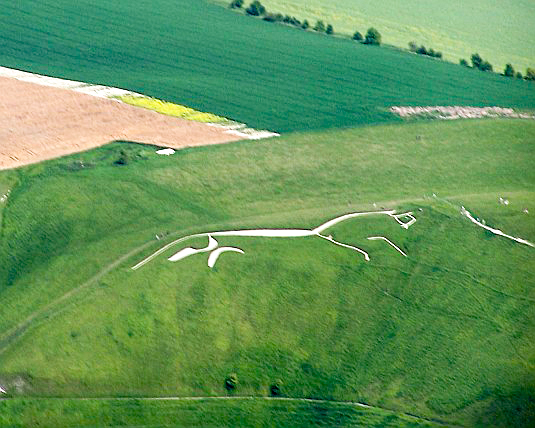
アフィントンの白馬

17世紀の作家ジョン・オーブリーは、ヘンギストとホルサのブリテン征服の旗印として馬が用いられたとし、オックスフォードシャーの丘に残るヒルフィギュア「アフィントンの白馬」は彼ら兄弟によるものだとした。しかしオーブリーは他の文章では「白馬」をローマ時代以前のブリトン人のものとしている（鉄器時代のブリトン人の硬貨に馬の意匠があることを根拠としている）。その結果、オーブリーの死後3世紀にわたって、「白馬」の作者をめぐってサクソン人説と古代ブリトン人説の間で論争が繰り広げられることになった。1995年、デイヴィッド・マイルズやサイモン・パルマーらオックスフォード大学の考古学チームが光刺激ルミネッセンス法を用いて「白馬」の年代測定を行った。その結果、この地上絵は両説よりもさかのぼる、青銅器時代後期のものであることが分かった。

### アスハネス
19世紀ドイツのグリム兄弟は、『ドイツ伝説集』第413番で、ヘンギストを伝説的なザクセン人の初代王アスハネス(Aschanes)と同一視している。しかし1979年に本書を英語に翻訳し編集したドナルド・ワードは、この説は言語学的に擁護できないと注で述べている。

## 後世への影響
1616年から1620年の間にトマス・ミドルトンが制作した劇『ヘンギスト、ケントの王』では、ヘンギストとヘルスス（ホルサ）の両人に光を当てている。1776年7月6日、アメリカ合衆国の国章を定めるための最初の会議が開かれた際、3人の委員のうちの一人となったトーマス・ジェファーソンは、一案としてヘンギストとホルサの図像を提示した。「我々がその子孫であるという名誉を求め、また彼らの政治的原理や政府の形態を今日の我々が当然のものとして享受している」というのが理由であったが、アメリカ独立戦争で敵のイギリス王ジョージ3世がドイツ人傭兵を投入していたことから、この図像は問題視された。

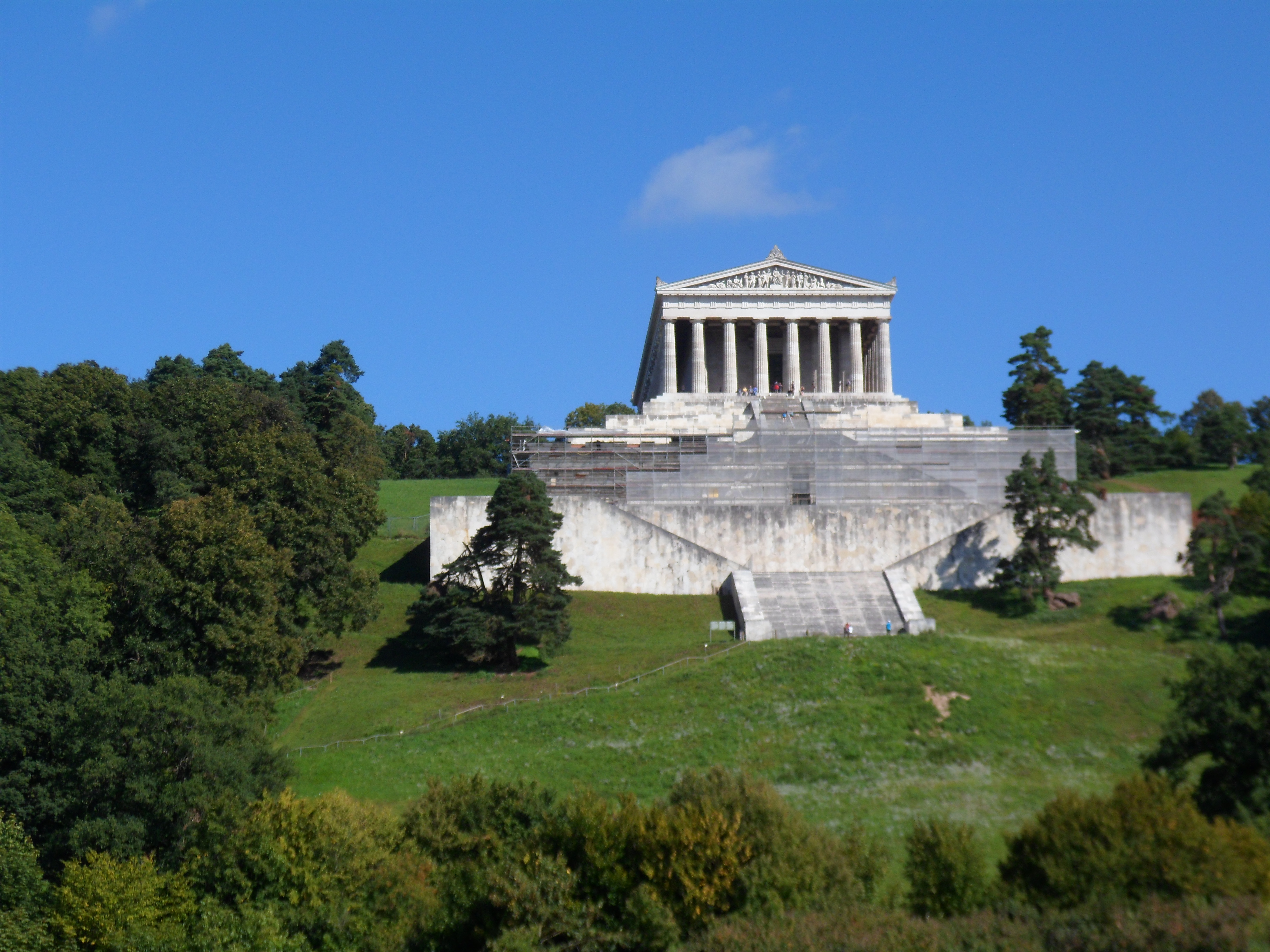
ヴァルハラ神殿

ウィリアム・ヘンリー・アイアランドが制作した劇『ヴォーティガンとロウィーナ』では、ヘンギストとホルサは敵役として登場する。この劇は「新たに発見されたシェークスピアの新作」として1796年に上演されたのだが、すぐに贋作と判明した（アイアランド贋作事件）。ドイツのレーゲンスブルクにあるヴァルハラ神殿には、「賞賛に値する著名なドイツ人」にあたるとして、ヘンギストとホルサの銘板が祭られている。

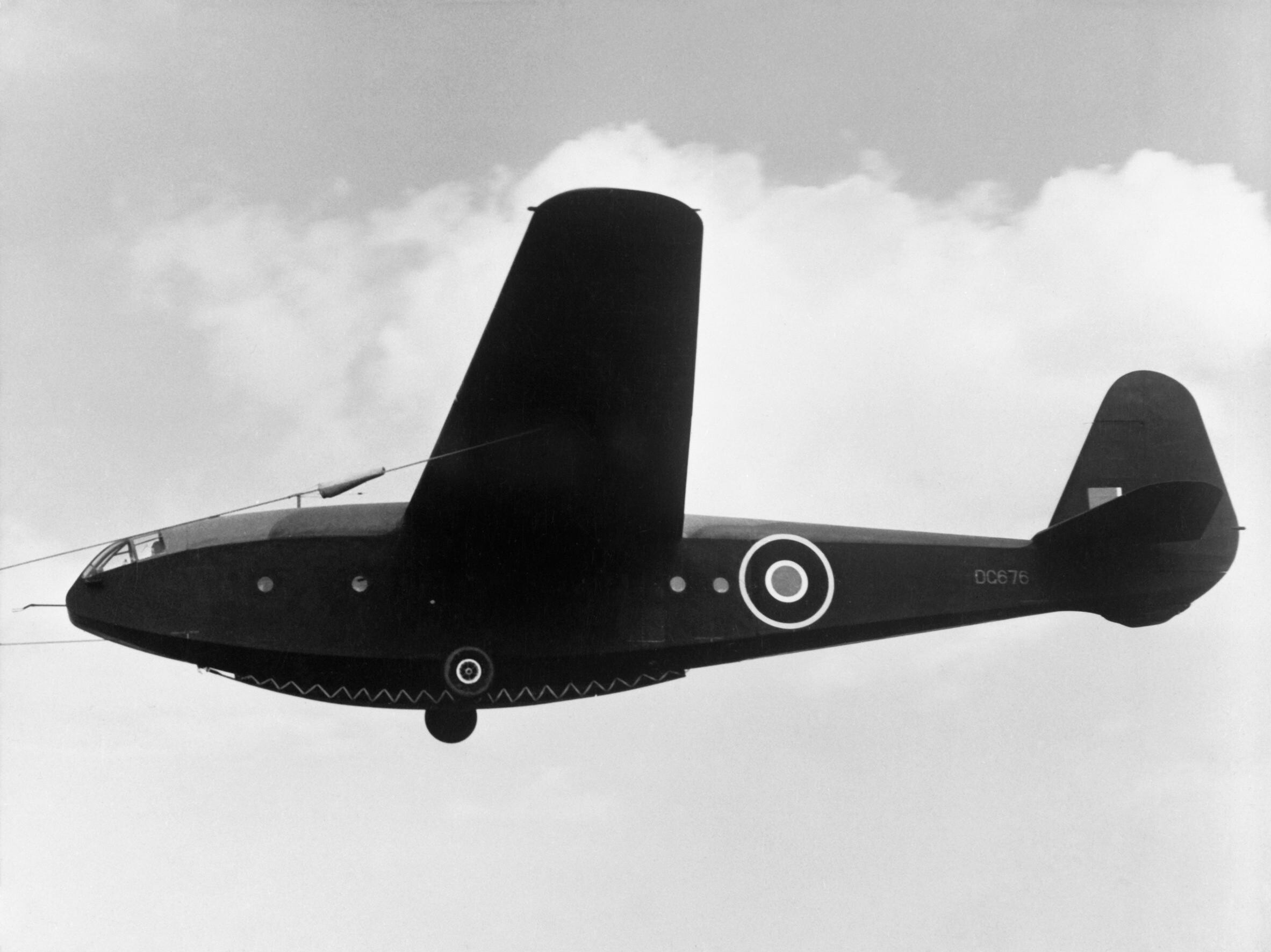
スリングスビー ヘンギスト

第二次世界大戦中、イギリスの採用した軍用グライダー2機種が、それぞれスリングスビー ヘンギストとエアスピード ホルサと名付けられた。 20世紀のアメリカの詩人ロビンソン・ジェファーズは、『ヘンギストとホルサへの頌歌』と題した詩を作った。
1949年、ヘンギストとホルサのブリテン上陸1500周年を記念して、デンマーク王子ゲーオがケントのエブスフリートに近いペグウェル・ベイにHuginというロングシップを贈った。
中世のアーサー王伝説にはヘンギストとホルサは登場しないが、現代の関連小説では兄弟を登場させるものがある。例えばメアリー・スチュアートの『マーリン三部作』（Merlin Trilogy）では、アーサー王がヘンギストを殺したことになっている。アルフレッド・ダガンの『王たるものの良心』（Conscience of the King）では、伝説的な初代ウェセックス王チェルディッチの建国物語の初期においてヘンギストが重要な役割を演じている。